# Saint-Romain (Vienne)
Saint-Romain is een gemeente in het Franse departement Vienne (regio Nouvelle-Aquitaine) en telt 400 inwoners (2005). De plaats maakt deel uit van het arrondissement Montmorillon.

## Geografie
De oppervlakte van Saint-Romain bedraagt 20,4 km², de bevolkingsdichtheid is 19,6 inwoners per km².
De onderstaande kaart toont de ligging van Saint-Romain (Vienne) met de belangrijkste infrastructuur en aangrenzende gemeenten.

## Demografie
Onderstaande figuur toont het verloop van het inwonertal (bron: INSEE-tellingen).

1. ↑  Populations de référence 2022.